# Nikon 1 V1
Die Nikon 1 V1 ist eine digitale spiegellose Systemkamera mit einem CMOS-Bildsensor im CX-Format. Sie zählt gemeinsam mit der Nikon 1 J1 zu der ersten Generation des Nikon-1-Systems und wurde am 21. September 2011 vorgestellt.

## Technische Merkmale
Die Nikon 1 V1 besitzt einen elektronischen Sucher mit einer Auflösung von 1.440.000 Bildpunkten und einen 3,0-Zoll-Bildschirm mit einer Auflösung von 921.000 Bildpunkten. Außerdem befindet sich auf der Oberseite ein Zubehörschuh, an dem sich unter anderem das externe Blitzgerät SB-N5 oder der GPS-Empfänger GP-N100 anschließen lassen. Im Gegensatz zu der Nikon 1 J1 besitzt sie aber keinen integrierten Blitz. Die V1 nimmt Serienbilder bei voller Auflösung mit einer Geschwindigkeit von 60 Bildern pro Sekunde mit Einzelautofokus und 10 Bildern pro Sekunde mit kontinuierlichem Autofokus auf.

## Videofunktion
Die Nikon 1 V1 nimmt HD-Videos mit einer Auflösung von 1080p (60i/30p) und 720p (60p/30p) auf. Außerdem lassen sich Zeitlupenaufnahmen mit einer Auflösung von 640 × 240 bei 400 fps und 320 × 120 bei 1.200 fps machen. In beiden Fällen werden diese mit einer Bildrate von 29,97 fps wiedergegeben.